# گورستان اسلامی موسی کلایه
گورستان اسلامی موسی کلایه مربوط به دوران‌های تاریخی پس از اسلام است و در شهرستان املش، بخش رانکوه، روستای موسی کلایه واقع شده و این اثر در تاریخ ۲ آبان ۱۳۸۲ با شمارهٔ ثبت ۱۰۶۴۷ به‌عنوان یکی از آثار ملی ایران به ثبت رسیده است.